# Amou Haji
Amou Haji (20 tháng 8 năm 1928; 23 tháng 10 năm 2022) là một người đàn ông sống ở làng Dejgah, tỉnh Fars, Iran. Người đàn ông này nổi tiếng vì đã không tắm và vệ sinh thân thể trong suốt gần 7 thập kỷ.

## Tiểu sử
Amou Haji vốn không phải tên thật của ông mà là một biệt danh để đặt cho những người cao tuổi. Amou Haji được cho là sinh vào khoảng những năm 1928 hoặc năm 1933. Ông sống tại Dejgah, một ngôi làng ở phía nam của nước Iran. Theo truyền thông địa phương, sau khi trải qua một số thất bại trong chuyện tình cảm thời trẻ, Amou quyết định sống một cuộc sống cô đơn và lập dị.

### Cuộc sống hàng ngày
Ông sống ở một nơi trông giống như ngôi mộ. Những người thông cảm hoàn cảnh của ông đã xây cho Amou một túp lều bằng gạch. Phần lớn thời gian trong ngày ông chỉ ở yên một chỗ, ngủ hoặc ngồi dưới ánh mặt trời trong im lặng. Tuy không tắm và sử dụng nước nhưng người đàn ông này vẫn cố giữ cho râu tóc gọn gàng. Ông cắt tỉa râu bằng cách dùng lửa để đốt. Hàng ngày, ông uống thêm 5 lít nước từ một lon bằng thiếc đã gỉ. Ông còn có sở thích ăn xác nhím thối và hút thuốc lá tự chế bằng phân động vật. Ông đội một chiếc mũ bảo hiểm để giữ ấm giữa cái lạnh. Amou còn có thể hút 5 điếu thuốc cùng một lúc.

### Vấn đề vệ sinh thân thể
Lần cuối cùng Amou tắm là vào năm 1954. Từng có một nhóm thanh niên ở thành phố Farashband thuộc tỉnh Fars đã quyết định đưa ông xuống sông và gột rửa. Ông bị đưa vào sau một chiếc xe tải, nhưng khi họ đến sông, họ thấy rằng Amou đã trốn thoát. Nguyên nhân khiến ông không tắm trong suốt gần 7 thập kỷ được cho là việc sạch sẽ có thể khiến ông bị bệnh, thậm chí là chết. Da của ông Amou phủ một lớp ghét dày, hình thành từ bụi bẩn và da chết. Đôi mắt của ông gần như bị che kín và mùi cơ thể "dễ dàng nhận ra từ rất xa".

## Tình trạng sức khỏe
Gần đây, một nhóm bác sĩ đã tiến hành hàng loạt kiểm tra và đã xác nhận rằng bất chấp tình trạng vệ sinh kém và điều kiện sống nghèo nàn, sức khỏe tổng thể của ông Amou vẫn được cho là tốt "một cách đáng kinh ngạc". Nhóm bác sĩ này do giáo sư ký sinh trùng Gholamreza Molavi tại Trường Y tế Công cộng ở thành phố Tehran, Iran dẫn dắt. Họ đã đến gặp và thuyết phục ông cho thực hiện một số xét nghiệm, trong đó có xét nghiệm viêm gan, AIDS và nhiều bệnh ký sinh trùng khác.
Nhóm của giáo sư Molavi muốn tìm kiếm và nghiên cứu các loại ký sinh trùng, vi khuẩn trong cơ thể Amou. Tuy nhiên, họ không tìm thấy loại vi khuẩn hay ký sinh trùng nào đáng kể. Ông chỉ nhiễm giun xoắn Trichinella spiralis. Loại kỳ sinh trùng này có thể gây sốt, đau cơ, sưng phù quanh hốc mắt và gây nguy hiểm cho sức khỏe. Tuy nhiên, ông Haji lại không xuất hiện triệu chứng gì khi nhiễm Trichinella spiralis. Lời giải thích hợp lý duy nhất được đưa ra cho kết quả xét nghiệm là Amou Haji đã phát triển một hệ thống miễn dịch cực kỳ mạnh mẽ trong nhiều thập kỷ với điều kiện sống khắc nghiệt.

## Tiếp cận
Amou Haji được mệnh danh "người đàn ông bẩn nhất thế giới" khi gần 7 thập kỷ không tắm. Dù sức khỏe tốt, ông Haji luôn phải đối phó với sự dè bỉu của những người xung quanh. Nhiều người chế nhạo, xâm phạm thể chất ông vì lối sống  bị xem là "khác người". Thống đốc địa phương đã kêu gọi người dân để ông Haji được yên, bởi "ngoài vẻ ngoài bẩn thỉu thì ông không làm hại ai". Một tờ báo Iran cho rằng "giống như những người Iran trên đất nước này, [...] Amou Haji là một con người và được quyền hưởng một cuộc sống tối thiểu của con người, mặc dù bản thân ông không nhận thức được vấn đề như vậy do rối loạn tâm thần và đã quen với một cuộc sống động vật."
Từng có một bộ phim tài liệu làm về chủ đề cuộc sống của ông tại Liên hoan phim quốc tế Iran lần thứ 7. Phim được trình chiếu với tựa đề "Cuộc sống kỳ lạ của một ông chú", do Jamshid Khavari làm đạo diễn.

## Qua đời
Sau hơn nửa thế kỷ không tắm, dân làng đã thuyết phục ông tắm rửa lần đầu tiên. Tuy vậy Amou Haji qua đời không lâu sau đó vào ngày 23 tháng 10 năm 2022. Sau khi qua đời, kỷ lục người đàn ông không tắm lâu nhất được cho là thuộc về một người Ấn Độ, người đàn ông này cũng đã không tắm trong phần lớn cuộc đời của mình.